# Universidad Tecnológica de Guangdong
La Universidad Tecnológica de Guangdong (Guangdong University of Technology, GDUT; simplified Chinese: 广东工业大学; Chino tradicional: 廣東工業大學; pinyin: Guǎngdōng Gōngyè Dàxué) es una universidad sita en la provincia de Guangdong, en su capital,  Guangzhou, China. La universidad ofrece una amplia gama de cursos en la ingeniería, la ciencia, la tecnología, la gestión, las artes liberales y Derecho, con mayor énfasis en el estudio de la ingeniería.

## Historia
Universidad de Guangdong de la Tecnología de la era conocido anteriormente como Guangdong Instituto de Tecnología. Aprobado por el Estado de la Comisión de Educación en junio de 1995, se fusionó Guangdong Instituto de la Ingeniería Mecánica y el este del campus del Sur de China, el Instituto de Arquitectura.
Guangdong Instituto de Tecnología se encuentra en 1952 y luego se fusionó Central y del Sur, Instituto de Ciencia y Tecnología en 1961. Durante la Revolución Cultural, el campus fue cerrado y la escuela se vio obligado a trasladarse a Nanhua Templo en Shaoguan Ciudad. La escuela regresó a los de Guangzhou campus en 1982, pero la mayoría de los campus había sido destruido.
Guangdong del Instituto de la Ingeniería Mecánica se encuentra en 1956 y también obligado a cerrar durante la Revolución Cultural.
Este Campus del Sur de China, el Instituto de Arquitectura, fue encontrado en 1956.

## Campus
El campus principal (Educación Superior Mega Centro del Campus): 100 Waihuan Xi Road, Guangzhou Educación Superior Mega Centro. En este campus se adapta a la mayoría de las facultades (70%). Facultad de Estudios de lenguas Extranjeras, solían estar ubicados en las aldeas de longdong Campus antes de 2011, ahora se encuentra en el Campus Principal.
Campus carretera Dongfeng : Es el antiguo campus de Guangdong Instituto de Tecnología y el principal de la escuela hasta que el Cantón de Educación Superior Mega Centro abrió sus puertas en 2005. Ahora es el campus de la Facultad de Arquitectura y urbanismo, Facultad de artes y Diseño de la Facultad de Derecho y Facultad de Educación Continua.
Campus Longdong : fue inaugurado en 1999 en el campus para el primer y segundo año los estudiantes de pregrado. Ahora es el campus de la Facultad de Administración y de la Facultad de Economía.
Panyu Campus: Zhongcun De La Ciudad, Panyu Distrito. Es el campus de la Escuela de Negocios.
Wushan Campus: Es el antiguo campus de Guangdong Instituto de la Ingeniería Mecánica, la cual fue vendida a Guangdong Colegio de Profesores de Lengua Extranjera y de las Artes en 2006.
Shahe Campus: Es el antiguo campus de oriente campus del Sur de China Instituto de Arquitectura. También ha sido vendido.

## Biblioteca
Su bien surtida biblioteca tiene una colección de más de 1.600.000 libros y 9.000 conjuntos de la literatura electrónica. (más de 2,840,000 libros y 10.000 establece ahora en el 2008).

## Administración

### Facultades
Tiene el privilegio de conferir Médico, Maestría y licenciatura a los estudiantes calificados. En la actualidad la universidad cuenta con 5 doctorado, 31 programas de maestría (incluyendo el programa de MBA), 52 programas de licenciatura.(10 de doctorado de los programas de grado, 51 programas de maestría, incluyendo el programa de MBA, y 57 programas de licenciatura ahora en el 2008)..

## Los intercambios internacionales y la cooperación
Ha desempeñado un papel activo en la investigación científica internacional y cultural de la cooperación y los intercambios.
Hay más de 50 universidades, instituciones de investigación y empresas en el extranjero que han establecido de intercambio académico alianzas con ella, incluyendo los de Estados Unidos, Reino Unido, Alemania, España, Francia, Rusia, Polonia, Tailandia, Australia y Hong Kong, Macao y Taiwán regiones.